# 莫什納鄉 (雅西縣)
46°56′N 27°57′E / 46.933°N 27.950°E
莫什納鄉（羅馬尼亞語：Moșna, Iași），是羅馬尼亞的鄉份，位於該國東北部，由雅西縣負責管轄，面積28平方公里，海拔高度183米，2007年人口1,935，人口密度每平方公里68人。